# Josef Blum
Pour les articles homonymes, voir Blum.
Josef Blum, dit Pepi Blum, né le 4 février 1898 à Vienne en Autriche et mort le 18 octobre 1956, est un joueur de football.
Il joue en tant que défenseur pendant toute sa carrière au club autrichien du First Vienna FC 1894. Il est international autrichien et fait partie de la Wunderteam de 1930 à 1932, marquant 3 buts en 51 matchs internationaux.
Il devient ensuite entraîneur de l'Austria Vienne en 1933-1934, puis du RC Strasbourg de 1935 à 1938. Il est finaliste de la Coupe de France de football 1936-1937.